# Lido Nelli
Lido Nelli (Lucca, 11 aprile 1915 – ...) è stato un calciatore italiano, di ruolo centrocampista.

## Carriera
Inizia la carriera giocando nelle serie minori con Littoriale e Sulmona, oltre che per un anno al Pisa; nella stagione 1934-1935 disputa 10 partite in Serie B con la Catanzarese, mentre nei due anni seguenti scende in terza serie al Benevento. Nella stagione 1937-1938 e nella stagione 1938-1939 gioca in Serie C con il Grosseto; milita nella medesima categoria anche nella stagione 1939-1940 e nella stagione 1940-1941 con il Prato, per un totale di 58 presenze e 10 reti con la maglia della squadra toscana, con cui nella sua seconda annata centra anche la promozione in Serie B. Trascorre invece la stagione 1941-1942 nel Catania e la stagione 1942-1943 con la Carrarese. Nella stagione 1943-1944 milita nella Lucchese con cui partecipa al campionato di Divisione Nazionale, la massima serie di quell'annata, totalizzando 5 presenze e una rete. Resta ai rossoneri toscani anche nel campionato di Serie C 1945-1946 per poi trasferirsi al Pontedera, dove gioca per una stagione in Serie C. Torna quindi alla Lucchese, che nella stagione 1947-1948 disputa il campionato di Serie A, nel quale Nelli non scende mai in campo. Va quindi a giocare nella Sangiovannese, con cui gioca per dieci anni consecutivi nel campionato di Promozione per poi chiudere la carriera nel 1958.

## Palmarès

### Club

#### Competizioni nazionali
- Campionato italiano Serie C: 1

Prato: 1940-1941

#### Competizioni regionali
- Seconda Divisione: 1

Sulmona: 1933-1934
- Campionato Dilettanti: 1

Sangiovannese: 1957-1958